# China op de Olympische Winterspelen 1980
Tijdens de Olympische Winterspelen van 1980, die in Lake Placid (Verenigde Staten) werden gehouden, nam China voor de eerste keer deel.

## Deelnemers en resultaten

### Alpineskiën
| Olympiër     | Discipline       | Resultaat | Prestatie                          |
| ------------ | ---------------- | --------- | ---------------------------------- |
| Piao Dongyi  | reuzenslalom (m) | 50e       | 3.23,00 (+42,26) 1.38,38+1.44,62   |
| Piao Dongyi  | slalom (m)       | 34e       | 2.21,60 (+37,34) 1.10,89+1.10,71   |
|              |                  |           |                                    |
| Wang Guizhen | reuzenslalom (v) | 35e       | 3.44,59 (+1.02,93) 1.32,41+2.12,18 |
| Wang Guizhen | slalom (v)       | 18e       | 1.59,01 (+33,92) 59,26+59,75       |

### Biatlon
| Olympiër                                           | Discipline             | Resultaat | Prestatie                                                                                              |
| -------------------------------------------------- | ---------------------- | --------- | --- |
| Song Yongjun                                       | 10 km (m)              | 41e       | 38.37,19 (+6.26,50) pen.: 3 (0 / 3)                                                                    |
| Han Jinsuo                                         | 10 km (m)              | 46e       | 44.06,85 (+11.56,16) pen.: 6 (2 / 4)                                                                   |
| Li Xiaoming                                        | 10 km (m)              | dq        | diskwalificatie (41.17,01)                                                                             |
| Ying Zhenshan                                      | 20 km (m)              | 44e       | 1:28.47,00 (+20.30,69) pen.: 13 (3 / 5 / 3 / 2)                                                        |
| Wang Yumjie                                        | 20 km (m)              | 46e       | 1:33.49,77 (+25.33,46) pen.: 16 (2 / 2 / 6 / 6)                                                        |
| Song Yongjun Ying Zhenshan Li Xiaoming Wang Yumjie | 4x7,5 km estafette (m) | 14e       | 2:01.33,36 (+27.30,09) pen.: 18-22 (0-4 / 6-6 / 4-6 / 8-6) (27.06,27 / 29.22,07 / 30.39,59 / 34.25,43) |

### Kunstrijden
| Olympiër     | Discipline | Resultaat | Prestatie               |
| ------------ | ---------- | --------- | ----------------------- |
| Xu Zhaoxiao  | mannen     | 16e       | pc. 144,0; 117,2 punten |
| Bao Zhenghua | vrouwen    | 22e       | pc. 191,0; 127,0 punten |

### Langlaufen
| Olympiër     | Discipline | Resultaat | Prestatie           |
| ------------ | ---------- | --------- | ------------------- |
| Lin Guanghao | 15 km (m)  | 50e       | 48.38,36 (+6.40,73) |
|              |            |           |                     |
| Ren Guiping  | 5 km (v)   | 38e       | 19.01,74 (+3.54,82) |
| Ren Guiping  | 10 km (v)  | 38e       | 38.23,45 (+7.51,91) |

### Schaatsen
| Olympiër       | Discipline | Resultaat | Prestatie        |
| -------------- | ---------- | --------- | ---------------- |
| Guo Chengjiang | 1500 m (m) | 29e       | 2.08,33 (+12,89) |
| Li Huchun      | 1000 m (m) | 32e       | 1.22,10 (+6,92)  |
| Li Huchun      | 1500 m (m) | 30e       | 2.10,00 (+14,56) |
| Su He          | 500 m (m)  | 33e       | 41,26 (+3,23)    |
| Wang Nianchun  | 500 m (m)  | 23e       | 39,73 (+1,70)    |
| Wang Nianchun  | 1000 m (m) | 36e       | 1.24,20 (+9,02)  |
| Zhao Weichang  | 500 m (m)  | 31e       | 41,18 (+3,15)    |
| Zhao Weichang  | 1000 m (m) | 24e       | 1.20,97 (+5,79)  |
| Zhao Weichang  | 1500 m (m) | 25e       | 2.05,48 (+10,04) |
|                |            |           |                  |
| Cao Guifeng    | 500 m (v)  | 21e       | 44,43 (+2,65)    |
| Cao Guifeng    | 1000 m (v) | 27e       | 1.31,74 (+7,64)  |
| Chen Shuhua    | 1500 m (v) | 29e       | 2.29,48 (+18,53) |
| Kong Meiyu     | 1500 m (v) | 27e       | 2.22,48 (+11,53) |
| Kong Meiyu     | 3000 m (v) | 27e       | 5.08,90 (+36,77) |
| Piao Meiji     | 3000 m (v) | 28e       | 5.19,07 (+46,94) |
| Shen Guoqin    | 500 m (v)  | 27e       | 45,03 (+3,25)    |
| Shen Guoqin    | 1500 m (v) | 30e       | 2.41,99 (+31,04) |
| Shen Zhenshu   | 1000 m (v) | 32e       | 1.32,49 (+8,39)  |
| Wang Limei     | 500 m (v)  | 29e       | 45,57 (+3,79)    |
| Zhang Li       | 1000 m (v) | 31e       | 1.32,20 (+8,10)  |

Andorra · Argentinië · Australië · België · Bolivia · Bondsrepubliek Duitsland · Bulgarije · Canada · China · Costa Rica · Cyprus · Duitse Democratische Republiek · Finland · Frankrijk · Griekenland · Groot-Brittannië · Hongarije · IJsland · Italië · Japan · Joegoslavië · Libanon · Liechtenstein · Mongolië · Nederland · Nieuw-Zeeland · Noorwegen · Oostenrijk · Polen · Roemenië · Sovjet-Unie · Spanje · Tsjecho-Slowakije · Verenigde Staten · Zuid-Korea · Zweden · Zwitserland